# Rachel Smith (Leichtathletin)
Rachel Smith (* 18. Juli 1991 in Sanford, Maine als Rachel Schneider) ist eine US-amerikanische Leichtathletin, die im Mittel- und Langstreckenlauf an den Start geht.

## Sportliche Laufbahn
Rachel Smith besuchte ab 2009 die Georgetown University in Washington, D.C. und startete 2010 im 1500-Meter-Lauf bei den Juniorenweltmeisterschaften im kanadischen Moncton und schied dort mit 4:20,99 min in den Vorrunde aus. 2014 beendete sie ihr Studium an der Georgetown University und wurde im Jahr darauf in 1:16:24 h Zweite beim Washington-Halbmarathon, ehe sie bei den NACAC-Meisterschaften in San José in 4:14,78 min die Goldmedaille über 1500 m gewann. 2018 belegte sie dann bei den NACAC-Meisterschaften in Toronto in 4:0950 min den vierten Platz über 1500 m und gewann zudem in 15:26,19 min die Goldmedaille im 5000-Meter-Lauf. Dafür erhielt sie eine Wildcard für die Weltmeisterschaften 2019 in Doha und verpasste dort mit 15:30,00 min den Finaleinzug. 2021 nahm sie über diese Distanz auch an den Olympischen Sommerspielen in Tokio teil, schied aber auch dort mit 15:00,07 min im Vorlauf aus.
Rachel Smith ist seit 2021 mit ihrem Coach Mike Smith, der auch an der Northern Arizona University als Trainer tätig ist, verheiratet.

## Persönliche Bestleistungen
- 800 Meter: 2:01,98 min, 7. April 2018 in Tempe
- 1500 Meter: 4:02,26 min, 12. Juli 2019 in Monaco
  - 1500 Meter (Halle): 4:11,73 min, 1. Februar 2020 in Boston
- Meile: 4:20,91 min, 12. Juli 2019 in Monaco
  - Meile (Halle): 4:25,62 min, 10. Februar 2017 in Boston
- 3000 Meter: 8:53,02 min, 20. August 2021 in Eugene
  - 3000 Meter (Halle): 8:46,44 min, 9. Februar 2019 in New York City
- 2 Meilen: 9:31,89 min, 27. April 2018 in Des Moines
- 5000 Meter: 14:52,04 min, 15. Mai 2021 in Irvine
- 10.000 Meter: 31:09,79 min, 5. Dezember 2020 in San Juan Capistrano